# Heilige Länder
Die volkstümliche Bezeichnung Heilige Länder umfasst eine Region in den südlichen Haßbergen in Unterfranken. Als Mittelpunkt der Heiligen Länder gilt die Gemeinde Kirchlauter im Lautertal (Landkreis Haßberge).

## Die Heiligen Länder

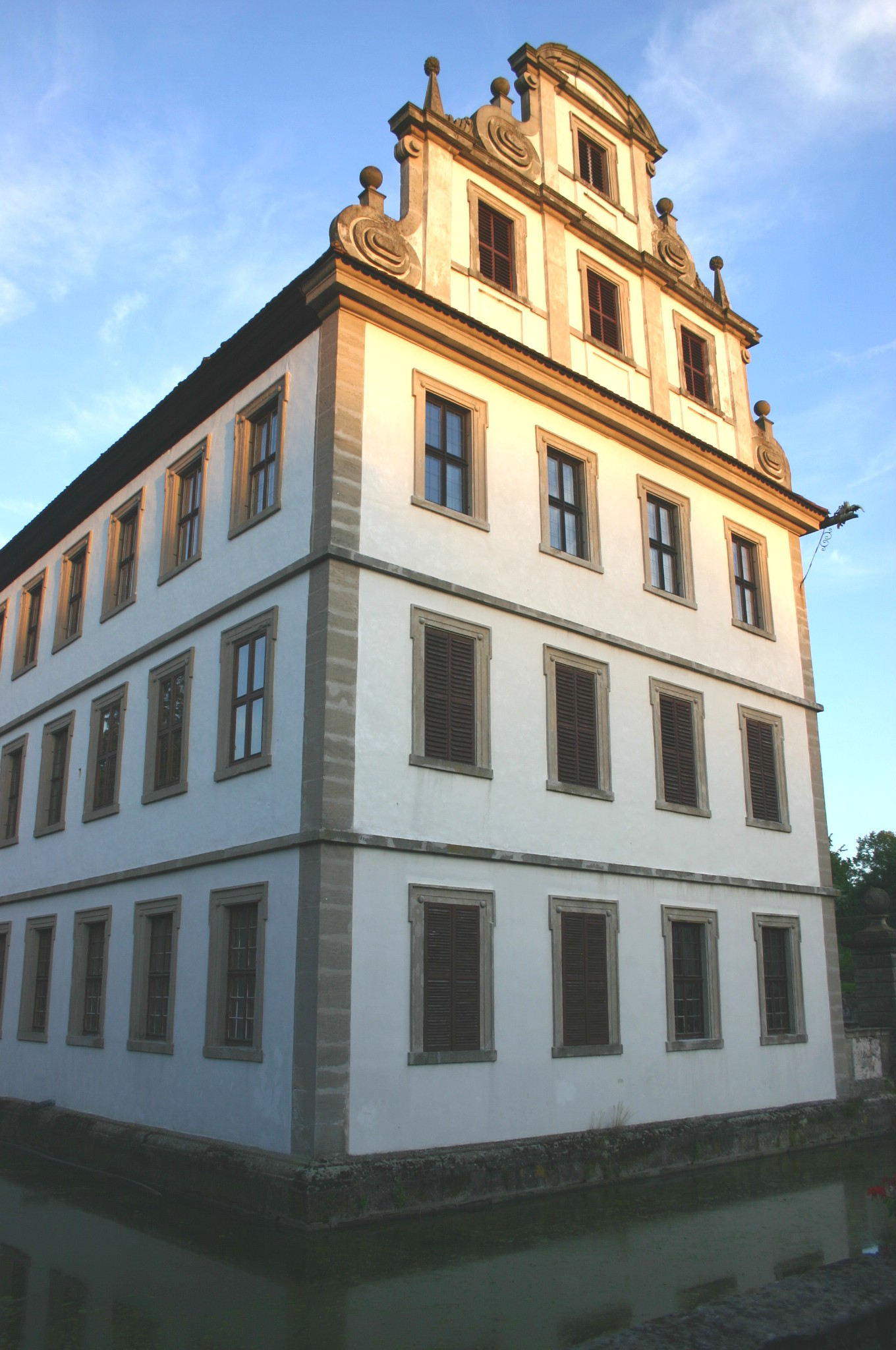
Ehemaliges Herrschaftszentrum im Lautertal: Schloss Kirchlauter

Die genaue geographische Ausdehnung der Heiligen Länder ist umstritten. Ursprünglich scheinen sie nur das Gebiet der 1446 gegründeten Pfarrei Kirchlauter mit den Dörfern Köslau, Pettstadt (Kirchlauter), Kottenbrunn, Dörflis, Neubrunn und Goggelgereuth umfasst zu haben. Später wurde die Bezeichnung „bis hinter die Schlossmauer von Gleisenau“ ausgedehnt. Seitdem gehören auch Schönbach, Breitbrunn, Schönbrunn, Lußberg und Rudendorf zu den Heiligen Ländern. Im Norden begrenzt der Waldberg des "Stachel" die Heiligen Länder, im Süden der Stettfelder Gemeindewald.
Der Überlieferung nach soll der Begriff mindestens bis in die Zeit des Dreißigjährigen Krieges  zurückreichen. In einer Haßfurter Chronik sei der Vermerk zu finden, dass die Haßfurter Bürgerschaft „über die heiligen Länder“ nach Zeil am Main gezogen und so dem Feind in den Rücken gefallen sei. Damals hatte der katholische Feldherr Graf Tilly das Mainstädtchen besetzt.
Neben der Lauter ist der Ebelsbach der zweite größere Bachlauf in den Heiligen Ländern. Das Gewässer durchläuft das Gebiet wie Lauter nach Süden und mündet bei Eltmann in den Altmain. Die Lauter selbst ist ein Nebenfluss der Baunach, die ebenfalls in den Main mündet. Das Landschaftsbild ist stark zertalt, der Bodenaufbau oft unruhig und gestört. Die Talböden werden von den dicht bewaldeten Höhenzügen der Haßberge überragt.

## Namensherkunft
Die Entstehung der Bezeichnung „Heilige Länder“ für das etwas abgelegene Gebiet ist unklar. Möglicherweise ist der Begriff wegen dieser Abgelegenheit im Waldgebirge entstanden. Eine Fahrt etwa von Bamberg, Ebern  oder Zeil ins Lautertal habe einer halben Weltreise entsprochen, ähnlich einer Wallfahrt ins „Heilige Land“.
Ein anderer Erklärungsversuch geht davon aus, dass die Bevölkerung hier besonders ehrbar und fromm gewesen sein soll. So sind in Kirchlauter und seiner Umgebung etwa 59 Feldkreuze und Bildstöcke dokumentiert.
Auch die gegenteilige Herleitung wird besonders in Nachbarorten verbreitet. Demnach seinen die Bewohner des Gebietes eben gerade nicht besonders ehrbar und fromm gewesen, der Begriff wäre also eher ironisch zu verstehen.
Sprachwissenschaftler sehen einen möglichen Zusammenhang mit einem westslawischen Wort „hellich“, das „hügelig“ bedeuten soll. Die „Heiligen Länder“ wären demnach in Wirklichkeit „Hügelige Länder“. Die ehemals in der Region ansässigen Main-Rednitz-Wenden wurden bereits kurz nach der Gründung des Bistums Bamberg germanisiert und sind vollständig in der fränkischen Bevölkerung aufgegangen.  
Der Kreisheimatpfleger Günter Lipp brachte zusätzlich die Ableitung vom altdeutschen Personennamen „Heilo“ in die Diskussion ein („Länder des Heilo“). 